# The Sound of Silence
A The Sound of Silence (eredetileg The Sounds of Silence, magyar jelentése: A csend hangjai) a Simon and Garfunkel countryduó egyik dala 1964-ből, Paul Simon szerzeménye, az egyetemes zenetörténet egyik jelentős mérföldköve.
A dalt a Columbia Recordsszal kötött szerződés keretei közt rögzítették, és eredetileg csalódást keltő eladásokat generált; 1965-ben elkészült egy remixelt verzió, amely immáron sikerrel vette be a kislemezlistákat, újév napjára megszerezve a Billboard Hot 100 legelső helyét. A dal elhangzik az 1967-es Diploma előtt filmben is. 2015 decemberében a Disturbed heavy metal együttes feldolgozta a dalt, amely verzió szintén sikeresnek bizonyult.